# Stazione di West Hempstead
La stazione di West Hempstead (in inglese West Hempstead Station, IPA: [wɛst ˈhɛmpstɛd ˈsteɪʃən]) è una stazione ferroviaria, capolinea orientale del West Hempstead Branch della Long Island Rail Road. Serve l'omonimo census-designated place della contea di Nassau, nello Stato di New York.

## Storia
La stazione venne aperta dalla New York Bay Extension Railroad Company insieme al resto del West Hempstead Branch nel 1893. Il 19 ottobre 1926 la linea venne elettrificata e nel 1928 fu costruito un nuovo fabbricato viaggiatori, a sua volta sostituito nel 1935. Nel 1959 la stazione divenne capolinea in seguito alla chiusura della sezione nord della linea.

## Movimento
La stazione è servita dai treni della linea West Hempstead del servizio ferroviario suburbano della Long Island Rail Road.

## Servizi
Le banchine a servizio dei binari sono accessibili ai portatori di disabilità attraverso una serie di rampe.
- Biglietteria automatica
- Sala d'attesa

## Interscambi
La stazione interscambia con diverse linee automobilistiche gestite dalla Nassau Inter-County Express.
- Fermata autobus